# كارال (تشاد)
كارال هي محافظة فرعية من داقانا التابعة لإقليم حجر لميس في تشاد .